# Otto Barnewald

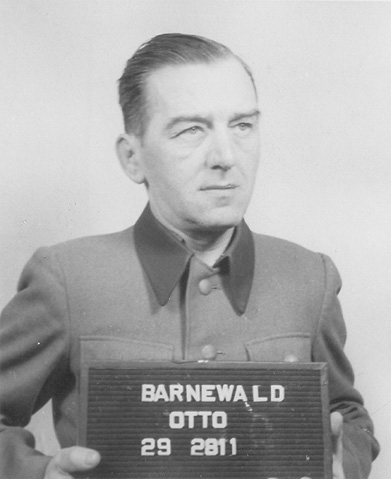
Otto Barnewald im April 1947

Heinrich Otto Barnewald (* 10. Januar 1896 in Leipzig; † 13. April 1973 in Rheinhausen) war ein deutscher SS-Sturmbannführer und als Verwaltungsführer Leiter der Standortverwaltung verschiedener Konzentrationslager.

## Biografie
Barnewald, dessen Vater Maschinenmeister war, war nach dem Ende seiner Schulzeit von 1910 bis 1913 bei einem Gerichtsvollzieher beschäftigt und absolvierte danach eine kaufmännische Ausbildung. Ab 1913 gehörte er der Preußischen Armee an und nahm als Soldat am Ersten Weltkrieg teil. Nachdem er 1919 aus dem Heer entlassen worden war, war Barnewald bis 1922 als Hilfsarbeiter tätig. Anschließend war Barnewald als kaufmännischer Angestellter beschäftigt und von 1928 bis 1933 arbeitslos.
Barnewald trat der SA und zum 1. August 1929 der NSDAP bei (Mitgliedsnummer 149.640). Nach dem 1931 erfolgten Beitritt zur SS (SS-Nr. 6.469) gehörte er ab 1934 der SS-Verfügungstruppe an, wo er im administrativen Bereich tätig war. In der SS stieg Barnewald 1942 bis zum SS-Sturmbannführer auf. Ab 1938 war er Verwaltungsführer im KZ Mauthausen und ab 1940 in gleicher Funktion in dem KZ Neuengamme. Im Januar 1942 wurde Barnewald, wiederum als Verwaltungsführer, in das KZ Buchenwald versetzt, wo er bis zum 11. April 1945 tätig war.
Barnewalds Aufgabe im Verwaltungsbereich war die Beschaffung und Verteilung von Lebensmitteln, Kleidung und Bedarfsmitteln in den Konzentrationslagern Mauthausen, Arbeitsdorf, Neuengamme und Buchenwald. Er war daher mitverantwortlich für die schreckliche Situation der Gefangenen in den Lagern.
Bei Kriegsende wurde Barnewald noch im Mai 1945 von Angehörigen der US-Armee verhaftet und interniert. Barnewald wurde vor einem US-Militärgericht im Rahmen der Dachauer Prozesse im Buchenwald-Hauptprozess, der zwischen dem 11. April 1947 und dem 14. August 1947 stattfand, zusammen mit 30 weiteren Beschuldigten angeklagt. Ihm wurde zur Last gelegt, durch die mangelhafte Beschaffung und Verteilung von Bedarfsgütern die katastrophale Versorgungslage der KZ-Häftlinge mitverursacht zu haben. Außerdem soll er mehrfach Gefangene mit Stöcken oder Peitschen geschlagen haben. Ein Zeuge sagte aus, dass er bei der Exekution von Kriegsgefangenen anwesend gewesen sein soll. Barnewald bestritt die Anklagepunkte und bestätigte lediglich, nach Vorgaben aus Berlin gehandelt zu haben.
Das Gericht betrachtete die Schuld, die aus drei Jahren in der Verwaltungsleitung des Konzentrationslagers Buchenwald resultierte, als so schwerwiegend, dass Barnewald zum Tode verurteilt wurde. Eine direkte Verbindung zum Tod eines Häftlings war nicht zu beweisen. Barnewald wurde zum Tode durch den Strang verurteilt, das Urteil wurde jedoch 1948 in eine lebenslange Haftstrafe geändert. Barnewald wurde am 28. Juni 1954 aus dem Kriegsverbrechergefängnis Landsberg entlassen und verstarb 1973.